# Presentazione di Gesù al Tempio (Romanino)
La Presentazione di Gesù al Tempio è un dipinto a olio su tavola (188x144 cm) del Romanino, databile al 1529 e conservato nella Pinacoteca di Brera di Milano. È firmato e datato nel cartiglio "Hieronimi Romani Brixiani / opus / 1529".

## Storia
L'opera non è documentata dalle fonti antiche. È nota con certezza dal 1826, quando risulta citata in una guida alla città di Brescia, ed è probabile che provenisse da altrove: nel '29 infatti l'artista si trovava a Salò per eseguire il dipinto con Sant'Antonio da Padova e un donatore, ancora oggi nel Duomo. Si ipotizza quindi che la Presentazione fosse stata dipinta per un committente dell'area del Garda.
Si trova a Brera dal 1923.

## Descrizione e stile
Un arco di trionfo si apre su un fondale architettonico, mentre in primo piano si svolge la scena della Presentazione, impostata come un'ordinata simmetria. A sinistra si vedono Giuseppe e Maria vicini, mentre in primo piano un'ancella si inginocchia portando in dono le due colombe della tradizione ebraica. A destra il sacerdote poggia il Bambino sull'altare, circondato da un gruppo di personaggi, dai volti intensamente caratterizzati. Forse quello più a destra, dai vestiti contemporanei e la barba lunga, potrebbe essere il committente.
L'impostazione tradisce un'influenza del Moretto, mentre la tavolozza ricca rimanda alla coeva pittura veneziana, in particolare a Tiziano.